# Caravella a vela quadra
La caravella a vele quadre (in portoghese Caravela redonda) fu un veliero creato dai portoghesi nella seconda metà del XV secolo, una versione molto più grande della comune caravella ma il cui uso si fece massiccio solo alla fine del secolo. La caravella a vela quadra giocò un ruolo notevole nell'espansione portoghese nell'età della scoperte, soprattutto nella prima metà del XVI secolo, per la sua eccezionale manovrabilità e capacità di combattimento. Questa nave è stata talvolta adottata anche da altre potenze europee. Lo scafo anticipa quello del successivo galeone e alcuni esperti ne considerano questa nave il precursore, da cui la sotto-categoria di caravela de armada.
Secondo il cronista cinquecentesco portoghese Gaspar Correia, la tipica caravella da combattimento della IV Armata d'India di Vasco da Gama (1502) trasportava 30 uomini, 4 cannoni pesanti sottocoperta, 6 falconetti (po. falconete) in coperta (due fissati alla poppa) e 10 archibusoni (po. canhão de berço) sul quarto-ponte e a prua.

## Storia

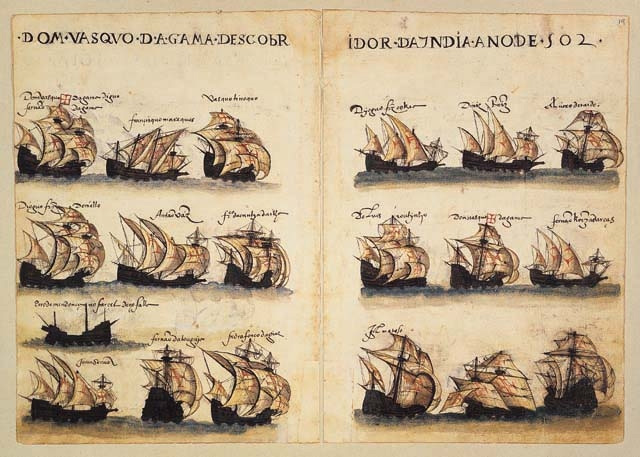
Nau e caravelle a vele quadre nella Quarta Armata d'India (Gama, 1502) - ill. da Livro de Lisuarte de Abreu.

La caravella portoghese a vele quadre o caravella "tonda" comparve frequentemente alla fine del XV secolo e soprattutto all'inizio del XVI secolo. Tradizionalmente considerata un particolare tipo di caravella, era un nuovo e diverso tipo di nave per le notevoli differenze strutturali rispetto al predecessore, risultato di un'evoluzione nel design della caravella "classica", la c.d. Caravela latina e d'una combinazione strutturale con la caracca. Cristoforo Colombo, nei suoi viaggi nel Nuovo Mondo al servizio della Castiglia, utilizzò navi chiamate anche caravelas redondas (lett. "caravelle rotonde") per l'uso misto delle vele ma erano strutturalmente delle caravelle latine (fors'anche navi più tradizionali), diverse dalle "rotonde" portoghesi per numero e disposizione delle vele e forma dello scafo, tra le altre caratteristiche. Esistevano regolamenti per la costruzione di caravelle da 150 a 180 tonnellate, da 110 a 150 tonnellate e da 100 a 125 tonnellate. Le caravelle a vela quadra e le caravelle latine erano diversi tipi di navi: il nome "caravella" era l'unico legame tra loro.

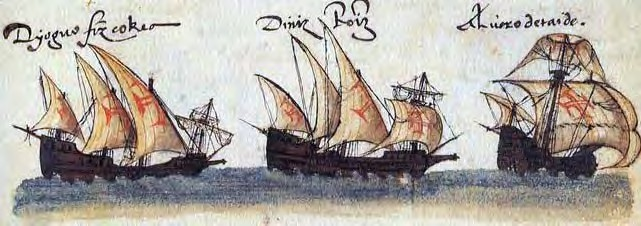
Due caravelle a vele quadre - particolare dall'immagine di cui sopra.

La caravella a vela quadra aveva sia cassero sia castello di prua, a differenza della caravella latina, che non poteva avere alcuna struttura eretta a prua della nave, a causa della manovra dell'albero di trinchetto. In questo punto, la caravella quadrata era più vicina a nau e ai galeoni che alla Latina. Aveva anche un becco innovativo (per l'epoca) o di stile "moderno", sporgente in avanti dalla prua al di sotto del livello del castello, come sarebbe stato nella seconda metà del Cinquecento per i galeoni. Aveva linee di scafo affusolate e strette, in rapporto tra lunghezza e larghezza compreso tra 3:1 e 4:1 (alcune rare, forse più lunghe), camminando approssimativamente nel mezzo. Questo rapporto si avvicina a quello della patache, nave in alcune caratteristiche simili, ed era leggermente superiore al rapporto 3:1 previsto dai regolamenti per le navi di 150 tonnellate.

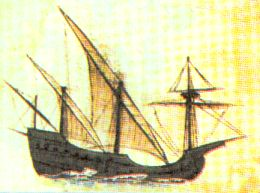
Caravella a vele quadre (pt. Caravela Redonda).

Laddove il galeone portoghese, in gran parte progettato per una migliore navigazione e per la difesa navale, restò comunque d'uso misto, bellico e commerciale, come fu anche per il galeone spagnolo (tra le altre navi europee di questa "classe"), la caravella a vela quadra o caravela de armada, pur bifunzionale, era essenzialmente dedicata alla guerra navale e alla difesa delle flotte.
L'uso di queste caravelle a vele quadre per l'esplorazione, la ricognizione e il combattimento (se necessario), in scorta a convogli con un gran numero di nau, fu determinante nell'esplorazione del Nord America, del Sud America e dell'Estremo Oriente, in particolare nelle Armate d'India - compresa la scoperta del Brasile nella Seconda Armata d'India (Cabral, 1500) di Pedro Álvares Cabral nel 1500 e nelle flotte che seguirono. Furono anche importanti, insieme alle nau, in battaglie storiche decisive come la Battaglia di Diu.
Le caravelle a vele quadre avevano un uso ottimale nelle armate della guardia costiera, nello Stretto di Gibilterra, nelle Isole Atlantiche, nel Nordafrica, nel Mediterraneo, in Brasile e nell'Oceano Indiano. Quando re Manuele I del Portogallo decise di inviare navi alle Azzorre per proteggere le navi che giungevano dall'India o quando creò la Armada do Estreito (it. "Armata dello Stretto"), lo fece con caravelle a vele quadre armate per la guerra, alcune nau e, in seguito, galeoni (nel Nord Atlantico); e nello Stretto di Gibilterra, unendoli alle fuste e alle galee. Nonostante la caravella tonda sia stata parzialmente sostituita dal galeone, le sue grandi qualità ne permisero l'utilizzo fino alla fine del XVII secolo. La Caravella portoghese prende il nome da questo curioso tipo di nave da combattimento.

## Costruzione

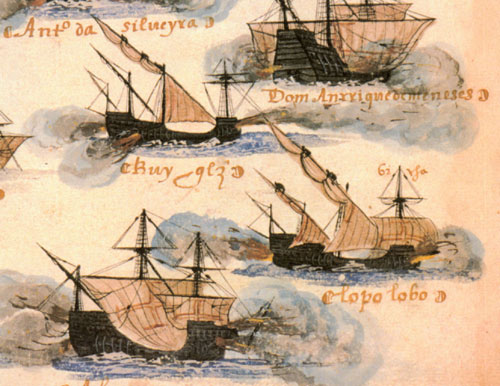
Caravelle a vele quadre che combattono e scortano nau nelle Armate d'India.

Combinazione della caracca e della caravella, la caravella a vele quadre si distingueva nettamente da entrambe le navi per le sue vele combinate (assenti nella caravella), i quattro o più alberi, di solito tre a vele latine e l'albero di prua con due vele quadre, e per il disegno dello scafo più stretto e più lungo. La caravella a vele quadre era proporzionalmente più stretta in larghezza e più lunga della caravella, contraddistinta anche dal cassero, più allungato, solitamente più sporgente all'indietro, e più complesso, a due piani o a due ponti a castello, su gradazioni diagonali in lunghezza. Differentemente dalla caravella aveva anche un castello di prua e un lungo becco, sporgente in avanti dalla prua di sotto del livello del castello.
La configurazione della caravella a vele quadrate rimanda a quelle delle c.d. "navi tonde", generalmente aventi uno scafo più stretto e allungato rispetto alle navi di maggiori dimensioni, linee più basse, di poppa e di prua, a due o un piano, e due coperte. La nave aveva quattro alberi, uno con due vele quadrate (l'albero di trinchetto) e vele latine sulle altre. La stazza morfologica era perfettamente adeguata all'evoluzione generale dei velieri a partire dal XV secolo, che vide dapprima un forte incremento delle sue sovrastrutture e venne progressivamente a diminuire di volume.

## Caravela de Armada
La Caravela de armada era, fondamentalmente, una caravella a vele quadre ben armata, nata dalla necessità di trasportare più carico e artiglieria più pesante, in modo da adempiere a compiti militari come scorta convoglio o pattugliamento costiero e integrare le Armate portoghesi, in particolare nel XVI sec. Al fine di mantenere il baricentro basso, in modo da non compromettere la stabilità, fu aumentato il pescaggio della nave, consentendo così l'esistenza di più ponti.

## Galeone

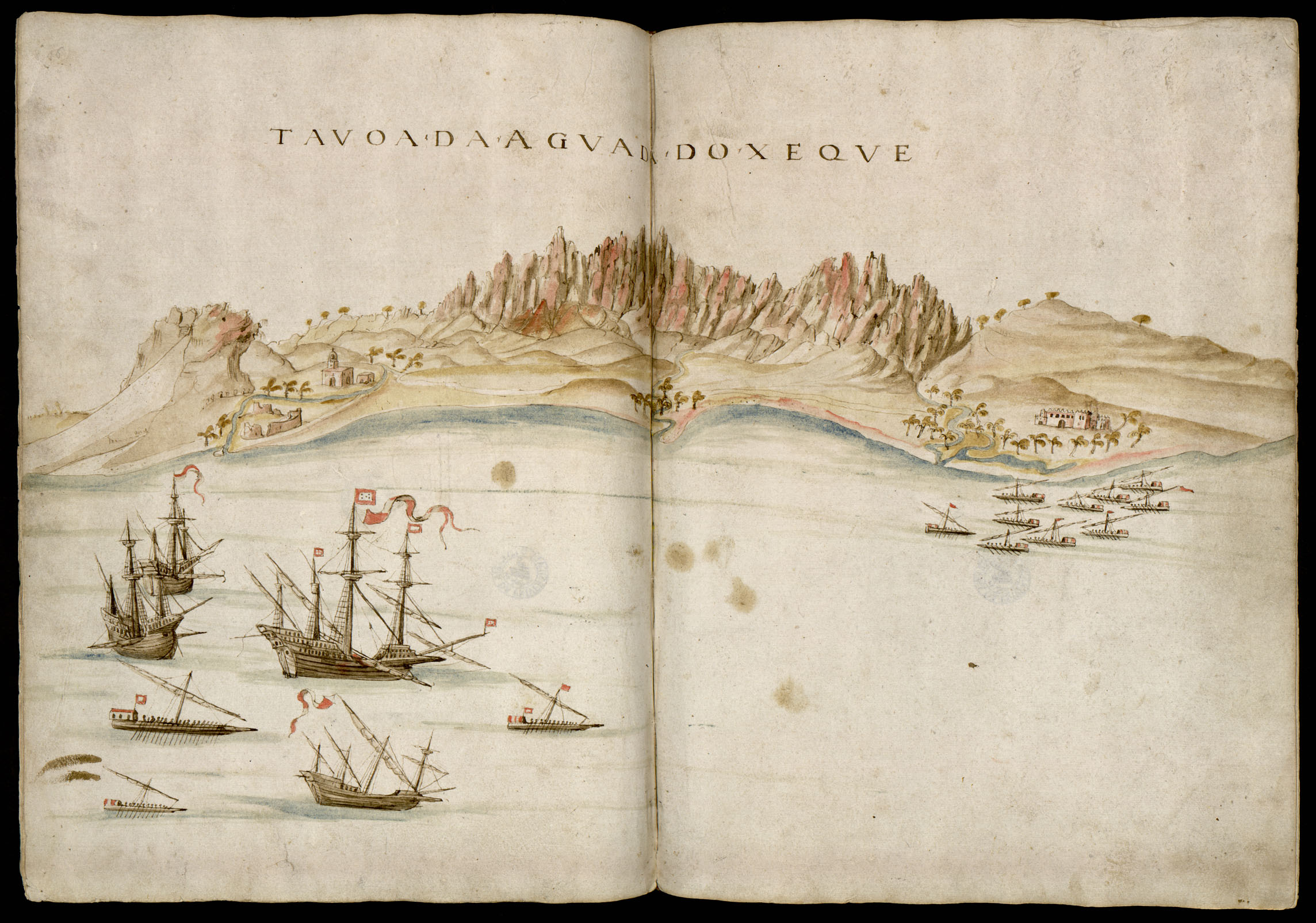
Nau portoghesi, galeone, piccola caravella a vela quadra, fuste e galee della Armada portoghese a Suakin (attuale Sudan) nel 1541, durante la spedizione portoghese a Suez (1540-1541) - ill. dal Roteiro do Mar Roxo di D. João de Castro.

Il galeone portoghese sorse probabilmente durante il primo quarto del XVI secolo, contribuendo all'egemonia del Portogallo in Oriente. Era pesantemente armato e robusto, con una capacità di carico inferiore rispetto alle caracche utilizzate per il trasporto delle merci, particolarmente adatto a scortare flotte e convogli, in particolare lungo la rotta per l'India. Questa nave fu un precursore e un pioniere nel suo genere, anche nel numero e nella disposizione delle sue vele, nella sua forma nel suo insieme.
In termini strutturali, il galeone può costituire un'evoluzione (in parte) della caravella a vele quadre, anche se più largo e pesante. Il galeone aveva un castello di prua più basso e discreto e uno scafo più stretto e affusolato rispetto alla nau, come la caravella a vele quadre, che si sostanzia nel rapporto più alto tra la lunghezza e la prua. Entrambe le caratteristiche, unite a un potente armamento e a linee più idrodinamiche, fecero del galeone, nei secoli XVI e XVII, la nave da guerra portoghese per eccellenza. Inoltre il suo scafo presentava una maggiore densità di fari e longheroni che rendevano la struttura più solida e, soprattutto, più resistente all'artiglieria navale.
Inizialmente, il galeone portoghese aveva lunghi becchi e speroni e operava con tre alberi, l'albero di trinchetto e l'albero di maestra con due vele quadre ciascuno, e una vela latina sull'albero di mezzana. Frutto della naturale evoluzione delle nuove esigenze sollevate dalla guerra, furono presto costruiti a quattro alberi; i vascelli più grandi avevano questa configurazione, sempre con vele ad armatura latina nei due alberi di mezzana in quasi tutti i galeoni, e una terza vela quadrata più piccola alle sommità dell'albero di prua e di maestra (quest'ultima nelle navi più grandi), che può essere vista nel galeone São João Baptista, il celebre Botafogo (dislocamento 1000 t; 80-200 cannoni a bordo) usato nella conquista di Tunisi (1535), e nei galeoni illustrati nel Roteiro do Mar Roxo di D. João de Castro. Il galeone era dunque una combinazione della caracca e della caravella a vele quadre.
Un altro dettaglio che differisce nel galeone è la presenza di un becco di apprezzabili dimensioni che si estende in avanti orizzontalmente al timone di prua. Questa caratteristica, che si poteva già rilevare nella caravella a vela quadra, sembra essere la prova del maggiore sforzo richiesto al bompresso che non poteva ignorare la sistematica crescita occorsa all'altezza dell'albero ed alla superficie velica. D'altra parte, le linee più basse e strette, la forma affusolata e appuntita dello scafo, e la prua a forma di becco, consentono ai navigatori di raggiungere una maggiore velocità, mentre la minore altezza del castello di prua le conferiva doti di manovra, tra cui una maggiore capacità di navigare ad una bolina più fitta, con vantaggio di manovrare su spazi ristretti. Tutto ciò, unito alla loro grande potenza di fuoco, tendeva a sbilanciare a loro favore l'esito delle battaglie combattute in mare e ciò ne sancì il predominio bellico sia nell'Oceano Atlantico e sia nell'Oceano Indiano.

### Bibliografiche
1. 1 2 3  (PT) Ribeiro AS, Os Navios e as Técnicas Náuticas Atlânticas nos Séculos XV e XVI: Os Pilares da Estratégia 3C, su Revista Militar.
2. ↑  Correia.
3. ↑  Smith 1993, p. 42.
4. 1 2 3 4  Domingues 2007.
5. ↑  (PT) Barata JdGP, Estudos de Arqueologia Naval, vols. I e II, Lisbona, Imprensa Nacional-Casa da Moeda, 1989.
6. ↑  (PT) Pissarra JV, O galeão S. João (c. 1530-1551). Dados para uma monografia, Cascais, 1999,  p. 193.

### Fonti
- (PT) Gaspar Correia, Lendas da Índia, Lisbona, Academia Real das Sciencias, 1858-64  [1550].

### Studi
- (EN) Baker R, Perspectives on the 15th century ship, in Congresso Internacional Bartolomeu Dias ea sua época, actas, vol. II, 1988.
- (EN) Schwarz GR, The History and Development of Caravels [Thesis] (PDF), a cura di Vieira de Castro LF, University of Cincinnati, 2008.
- (EN) Smith RC, Vanguard of the Empire: ships of Exploration in the Age of Columbus, New York City, Oxford University Press, 1993.